# Xenohyla truncata
Xenohyla truncata es una especie de anfibio anuro de la familia Hylidae.

## Distribución geográfica
Esta especie es endémica del estado de Río de Janeiro en Brasil. Se encuentra hasta 50 m sobre el nivel del mar.

## Descripción
Xenohyla truncata es la única especie anura que se sabe que solo come fruta. Las anuras adultas suelen ser carnívoras.

## Publicación original
- Izecksohn, 1959: Uma nova especie de "Hylidae" da baixada fluminense, Estado do Rio de Janeiro, Brasil (Amphibia, Anura). Revista Brasileira de Biologia, vol. 19, p. 259-263.[6]